# Pius Warburg

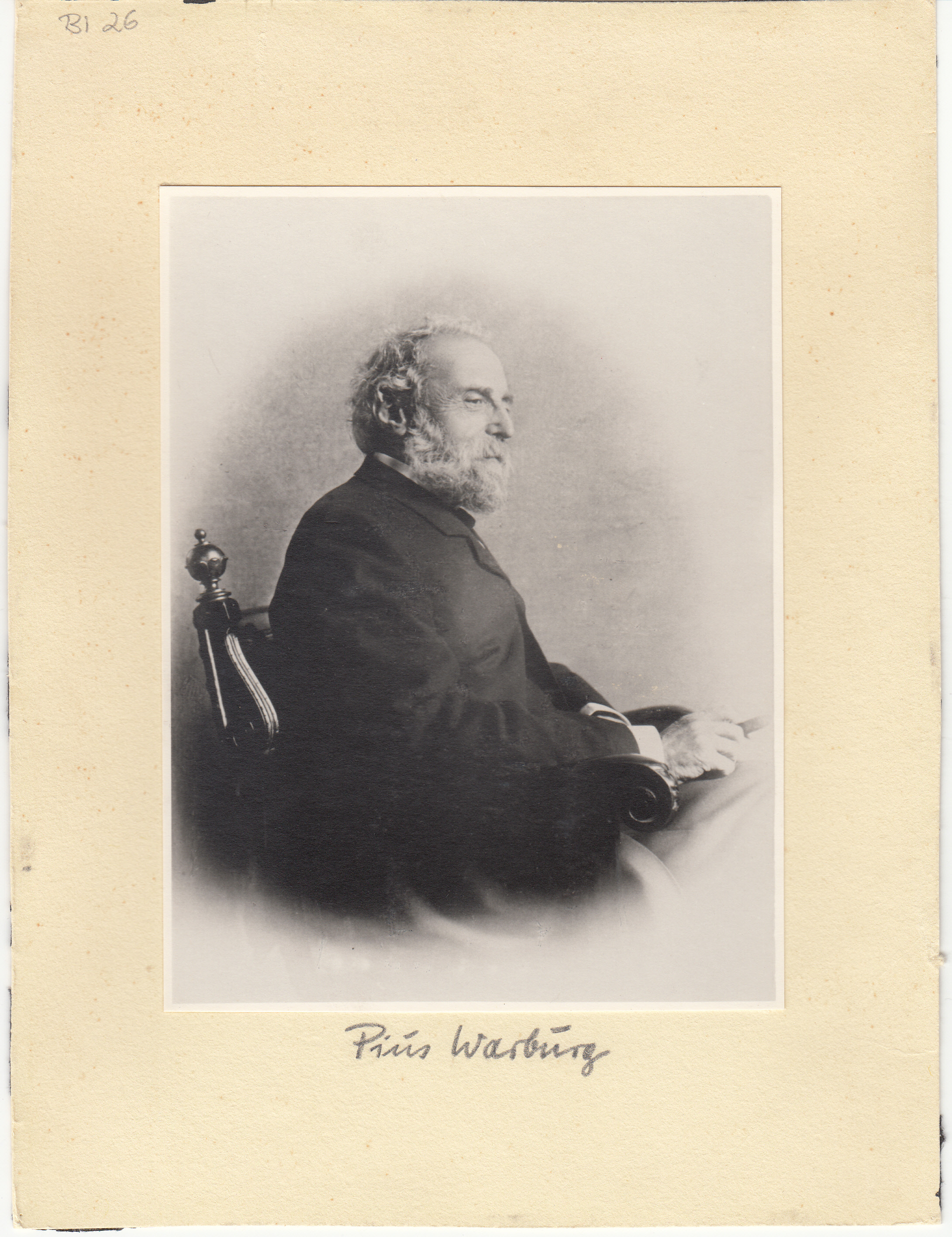
Pius Warburg

Pius Warburg (* 6. Juni 1816 in Altona, Hamburg; † 25. November 1900 ebenda) war ein deutscher Bankier, Kunstsammler und Mäzen.

## Leben
Pius Warburg, Sohn des Wulff Salomon Warburg, der 1804 das Altonaer Bankhauses W. S. Warburg gründete, und der Betty geborene Lazarus, belegte nach dem Besuch des Christianeums ein Studium an der Universität Berlin, das er auf Anordnung seines Vaters abbrechen musste, um in das elterliche Bankhaus einzutreten. Von 1842 bis 1874 war er Teilhaber der Bank, deren Leitung er im Anschluss seinem Neffen Albert Warburg übergab.
Warburg, dessen eigentliches Interesse dem politisch-kulturellen Bereich galt, amtierte von 1865 bis 1885 als Stadtverordneter in Altona. Zusätzlich fungierte er von 1868 bis 1877 als Bürgerworthalter, d. h. als Vorsitzender der Stadtverordnetenversammlung. Darüber hinaus gehörte Warburg von 1869 bis 1887 dem Provinziallandtag Schleswig-Holstein sowie von 1871 bis 1887 dem Provinzialausschuss an. In seinem Haus in der Palmaille, das sich zum Zentrum des künstlerisch-gesellschaftlichen Lebens in Altona entwickelte, empfing er prominente Gäste wie Hans Christian Andersen, Ferdinand Tönnies sowie Johannes Brahms und Cornelius Gurlitt, mit denen der hervorragende Klavier- und Cello-Spieler Hauskonzerte veranstaltete.
Pius Warburg finanzierte als Mäzen Studienreisen von Malern und Zeichnern, legte eine bedeutende Kunstsammlung an, die er testamentarisch dem Altonaer Museum vermachte, und errichtete im Andenken an seine Mutter das Betty-Stift, eine philanthropische Stiftung für ältere alleinstehende Frauen.